# قشلاق قوجاحاجی خسرو
قشلاق قوجاحاجی خسرو یک روستا در ایران است که در استان اردبیل واقع شده‌است. قشلاق قوجاحاجی خسرو ۴۰ نفر جمعیت دارد.